# Okatowskaja (obwód wołogodzki)
Okatowskaja (ros. Окатовская) – wieś w Rosji, w rejonie tarnoskim obwodu wołogodzkiego. W 2010 r. liczyła 12 mieszkańców.